# Етуар
Етуар (фр. Etouars) насеље је и општина у Француској у региону Аквитанија, у департману Дордоња.
По подацима из 2011. године у општини је живело 144 становника, а густина насељености је износила 18,39 становника/km².

## Демографија
| 1962. | 1968. | 1975. | 1982. | 1990. | 2011. |
| ----- | ----- | ----- | ----- | ----- | ----- |
| 230   | 220   | 195   | 197   | 174   | 144   |